# Mario Motta (allenatore)
Mario Motta (Vimercate, 21 novembre 1960) è un allenatore di pallavolo italiano.

## Carriera
Mario Motta cresce a Brugherio. Qui inizia la sua carriera di allenatore, guidando le formazioni giovanili del Brugherio, squadra nella quale aveva già militato come giocatore. 
Assunto il timone della prima squadra, ottiene la promozione in A2 al termine della stagione 1992-93.
Dopo la chiusura del settore maschile, Motta passa alla società femminile di Brugherio, portandola alla promozione dalla Serie C (1995-96) alla Serie B.
Successivamente è coach della Pro Patria Volley Milano, squadra con cui ottiene immediatamente la promozione in B1 (1997-98) e nella quale rimane per le successive 2 stagioni. 
Dal 1997 al 2000 è allenatore della selezione regionale femminile lombarda, condotta al successo in tre consecutive edizioni del Trofeo delle Regioni.
Nel campionato 2000-01 torna al settore maschile, ingaggiato dalla Pallavolo Reima Crema: in due anni ottiene la promozione in Serie A2, guidando poi la squadra alle semifinali della Coppa Italia 2003-04 e ai play-off promozione nell'annata successiva. Terminata questa quinquennale esperienza, chiamato dal commissario tecnico Gian Paolo Montali, entra nell'orbita della nazionale maschile italiana, assumendo prima l'incarico di CT della squadra B (Under-23) e poi il ruolo di assistente allenatore nella selezione seniores maschile. Partecipa così al campionato mondiale 2006, con un buon quinto posto, al campionato europeo 2007, con un discreto sesto posto finale, e a tre edizioni della World League (2006, 2007, 2008). Anche il successore di Montali sulla panchina azzurra, Andrea Anastasi, lo pretende nel suo staff e pertanto partecipa come secondo ai Giochi Olimpici di Pechino 2008, con un ottimo quarto posto finale.
Lasciata la nazionale, torna alle squadre di club. Nella stagione 2009-10 è coach del Volley Segrate 1978, dove consegue immediatamente la promozione dalla Serie B1 alla Serie A2. La stagione successiva, dopo 4 giornate del campionato 2010-11 di A2, subisce l'unico esonero della sua carriera. 
Si trasferisce poi nel massimo campionato svizzero per allenare la Pallavolo Lugano, dove, a partire dal torneo 2012-13, ottiene tre scudetti consecutivi, una Coppa di Svizzera e una Supercoppa, partecipando a tre edizioni della Champions League con i migliori club europei e mondiali.
Nel febbraio 2017 viene nominato capo allenatore della nazionale maschile svizzera, che guida durante le qualificazioni al campionato mondiale 2018, ottenendo il terzo posto nel girone e mancando per un soffio il passaggio all'ultimo turno di qualificazioni a causa della sconfitta al tie-break contro la forte Bielorussia. Partecipa inoltre alle Universiadi a Taipei conquistando il 10º posto. Nel 2019 partecipa con la Svizzera alle Universiadi di Napoli, ottenendo un nono posto, miglior risultato assoluto della storia per la nazionale elvetica.
Nonostante i successi, diplomatosi all'ISEF, non ha mai abbandonato la professione di insegnante di educazione fisica di scuola media inferiore, ruolo che svolge dal 1985.

## Palmarès
- Campionato svizzero: 3

2012-13, 2013-14, 2014-15
- Coppa di Svizzera: 1

2012-13
- Supercoppa svizzera: 1

2012